# Paint Your Target
"Paint Your Target" és el primer single de l'àlbum de Fightstar,Grand Unification. Va ser lliurat el Juny de 2005, i va arribar al número #9 a G.B.. El 'paint your target' (marca el teu objectiu) és una expressió militar que es refereix a identificar i marcar l'objectiu, per tal de poder-lo atacar per altres forces.
Hi ha dos vídeos per aquesta cançó, un va ser censurat per les escenes de nens corrent, intentant disparar-se uns als altres, tot i així, encara pot ser trobat a internet, en alguns llocs com YouTube. La segona versió mostra la banda tocant la cançó

## Llista de pistes
CD
1. "Paint Your Target"
2. "Until Then"
3. "Cross Out the Stars"

7" Vinyl
1. "Paint Your Target"
2. "Until Then"

DVD
1. "Paint Your Target" (Video)
2. "Palahniuk’s Laughter" (Video)
3. "Paint Your Target" (Acoustic)
4. The Making Of Palahniuk’s Laughter (Behind The Scenes Footage)

## Posició a les llistes
| Llista (2005)                                      | Posició position |
| -------------------------------------------------- | ---------------- |
| UK Singles Chart (Llista de singles de G.B.)       | 9                |
| Irish Singles Chart (Llista de singles de Irlanda) | 29               |

## Personal
- Charlie Simpson — Veu, Guitarra, Teclat
- Alex Westaway — Veu, Guitarra
- Dan Haigh — Baix
- Omar Abidi — Bateria, Percussió